# Laciris
Laciris é um género de peixe da família Poeciliidae.
Este género contém as seguintes espécies:
- Laciris pelagicus[2]